# Afromevesia flavissima
Afromevesia flavissima är en stekelart som först beskrevs av Heinrich 1968.  Afromevesia flavissima ingår i släktet Afromevesia och familjen brokparasitsteklar. Inga underarter finns listade i Catalogue of Life.